# Villaverde de Íscar
Villaverde de Íscar ist ein Ort und eine Gemeinde (municipio) mit 593 Einwohnern (Stand: 2024) in der zentralspanischen Provinz Segovia in der Autonomen Region Kastilien-León. 

## Lage und Klima
Villaverde de Íscar liegt in der kastilischen Meseta in ca. 765 m Höhe ungefähr 60 Kilometer (Fahrtstrecke) nordnordwestlich der Provinzhauptstadt Segovia. Das Klima ist gemäßigt bis warm; Regen (ca. 470 mm/Jahr) fällt mit Ausnahme der trockenen Sommermonate übers Jahr verteilt.

## Bevölkerungsentwicklung
| Jahr      | 1970 | 1981 | 1991 | 2001 | 2011 | 2021 |
| Einwohner | 785  | 770  | 781  | 710  | 709  | 560  |

## Sehenswürdigkeiten

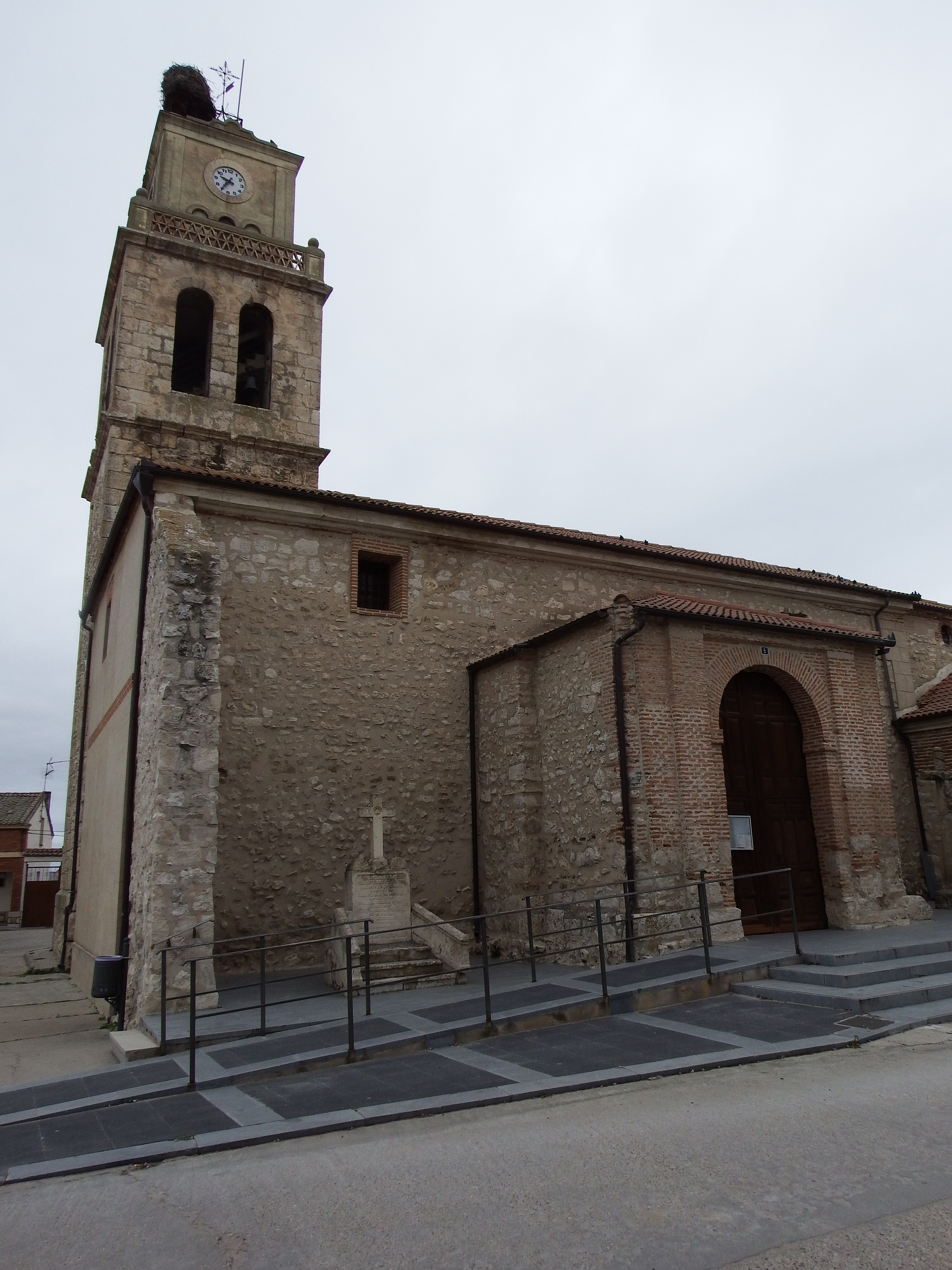
Stephanuskirche
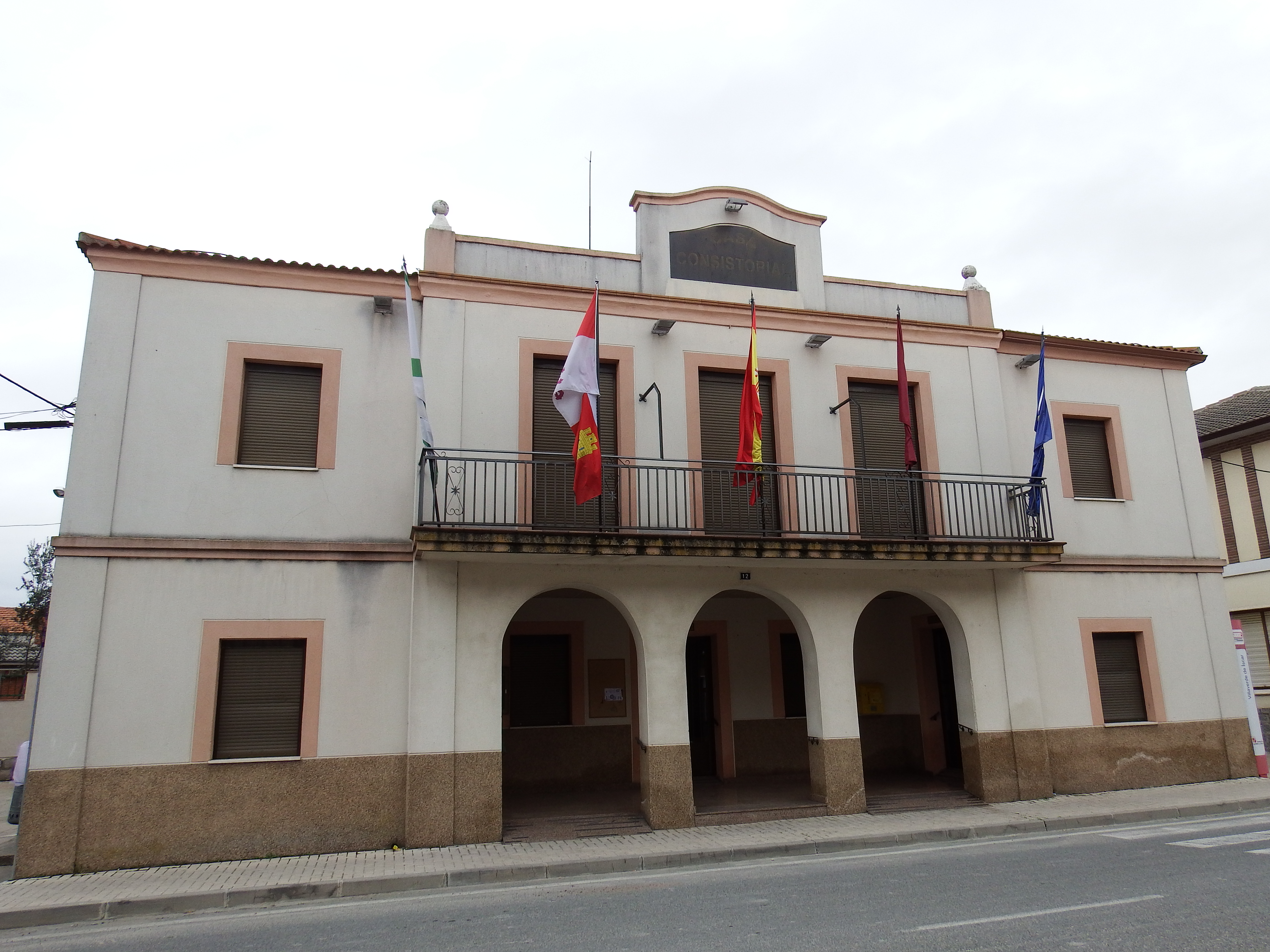
Rathaus

- Stephanuskirche
- Rathaus